# Southwark Cathedral

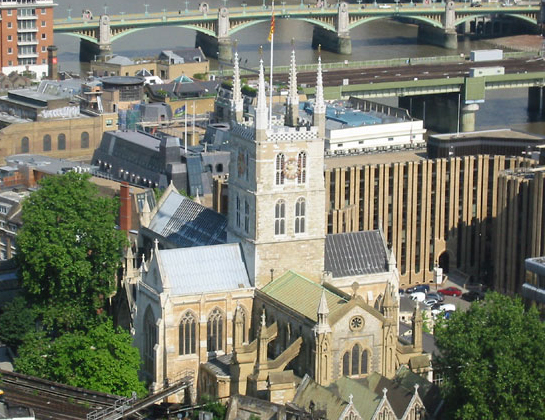
Southwark Cathedral

Southwark Cathedral eller The Cathedral and Collegiate Church of St Saviour and St Mary Overie är en kyrka i Southwark, London på Themsens södra sida, nära London Bridge. Den skall inte blandas ihop med den näraliggande Roman Catholic St George's Cathedral.
Byggnaden var mellan 1106 och 1538 en klosterkyrka. Efter klosterupplösningen blev kyrkan en församlingskyrka inom Engelska kyrkan. År 1905 blev kyrkan en katedral.